# 第一屆十大電視廣告頒獎典禮
《第一屆十大電視廣告頒獎典禮》，由亞洲電視舉辦，於1995年1月22日晚上8時30分舉行，主持為何守信、林祖輝、萬綺雯，目的為表揚1994年播出的香港電視廣告，在1995年是破天荒且首個的廣告界盛事。

## 得獎名單
- 最高榮譽大獎
  - 和記天地線 ─ 天地情緣[2]

- 十大最受歡迎電視廣告
  - 煤氣 ─ 貓仔
  - 和記天地線 ─ 天地情緣
  - 英航 ─ 四海一家
  - 匯豐銀行 ─ 夫婦
  - 鐵達時 ─ 機師
  - 香港電訊 ─ 夢想可成真
  - 地下鐵路 －波比
  - 維他奶 ─ 鄉情
  - 皇家香港警察─ 警察故事
  - 雀巢即溶奶粉 ─ 牛牛

- 傑出電視廣告男演員大獎
  - 維他奶 ─ 陳浩民

- 傑出電視廣告女演員大獎
  - 匯豐銀行 ─ 許芬

- 傑出電視廣告小演員大獎
  - 鱷魚恤童裝系列 ─ 黃洛銘

- 傑出電視廣告歌曲大獎
  - 和記天地線 ─ 天地情緣(那有一天不想你 ─ 黎明)

- 傑出電視廣告動物大獎
  - 地下鐵路 －Bobby

## 收視
平均收視為16點。